# Muhammad Mustafa
Muhammad Mustafa (arab. ‏محمد مصطفى‎, ur. 26 sierpnia 1954 w Kafr Sur) – palestyński ekonomista i polityk, obecny premier Państwa Palestyny i Autonomii Palestyńskiej.

## Działalność polityczna
Wcześniej pełnił funkcję m.in. prezesa zarządu Palestine Investment Fund (PIF), starszego doradcy ekonomicznego prezydenta Mahmuda Abbasa, niezależnego członka Komitetu Wykonawczego Organizacji Wyzwolenia Palestyny, wicepremiera Palestyny (15. i 16. rządy; 2013–2014) oraz ministra gospodarki narodowej Palestyny (16. rząd, 2014).

## Działalność ekonomiczna
Mustafa ma międzynarodowe doświadczenie w pracy z instytucjami globalnymi i środowiskiem akademickim, zdobyte podczas około 15 lat pracy w Grupie Banku Światowego w Waszyngtonie.
Mustafa spędził również dwa lata jako doradca ekonomiczny rządu Kuwejtu w sprawie reform gospodarczych i dwa lata jako doradca przy Funduszu Inwestycji Publicznych w Arabii Saudyjskiej. Mustafa wykładał także jako profesor wizytujący na swojej alma mater, Uniwersytecie Jerzego Waszyngtona.